# Baggensstäket

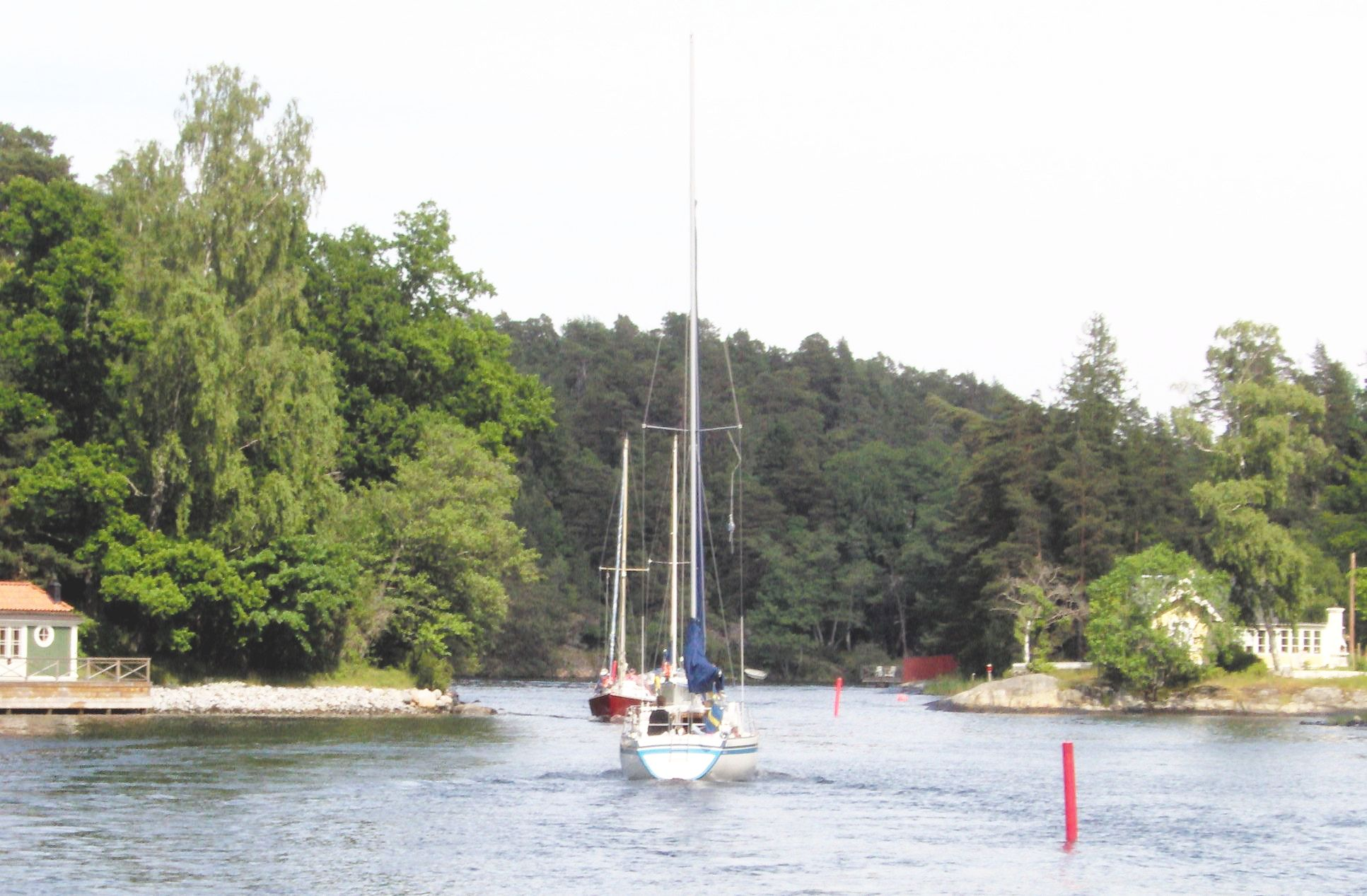
Baggensstäkets västra del, 2005

Baggensstäket (också Baggarstäket eller Södra stäket) är ett sund i Stockholms skärgård, mellan Värmdö och Södertörn (halvön Skogsö). Det utgör en farled mellan Baggensfjärden och Lännerstasundet. Farleden fortsätter norrut genom Skurusundet till Stockholm. Sundet är grunt och smalt och kan passeras endast av små fartyg och båtar med upp till 3 meters djupgående (skyltat 2 meters djupgående). Den smalaste passagen, Knapens hål, har en bredd av knappt 20 meter. Med dess södra sida ingår sundets vattenområde delvis i Skogsö naturreservat.

## Historik

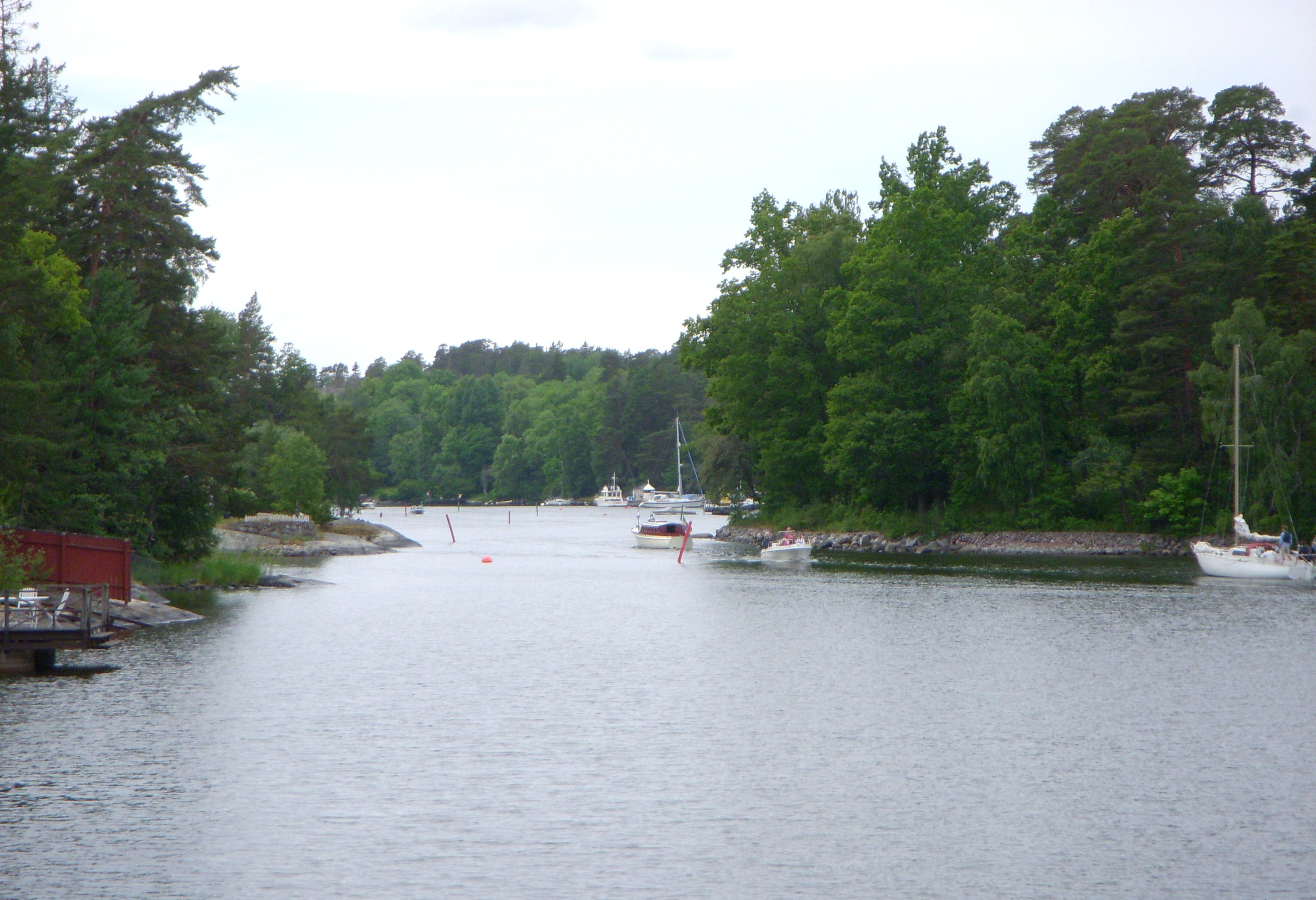
Knapens hål, vy mot väst, 2011.

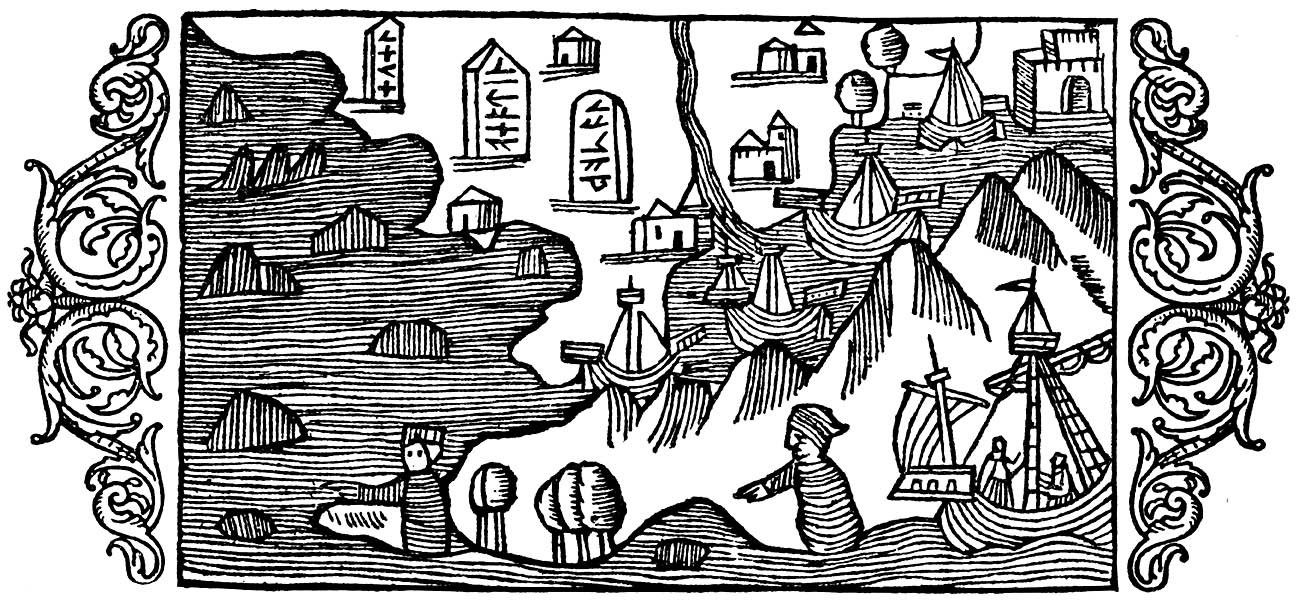
Skärgården med Baggensstäket skildrad av Olaus Magnus 1555

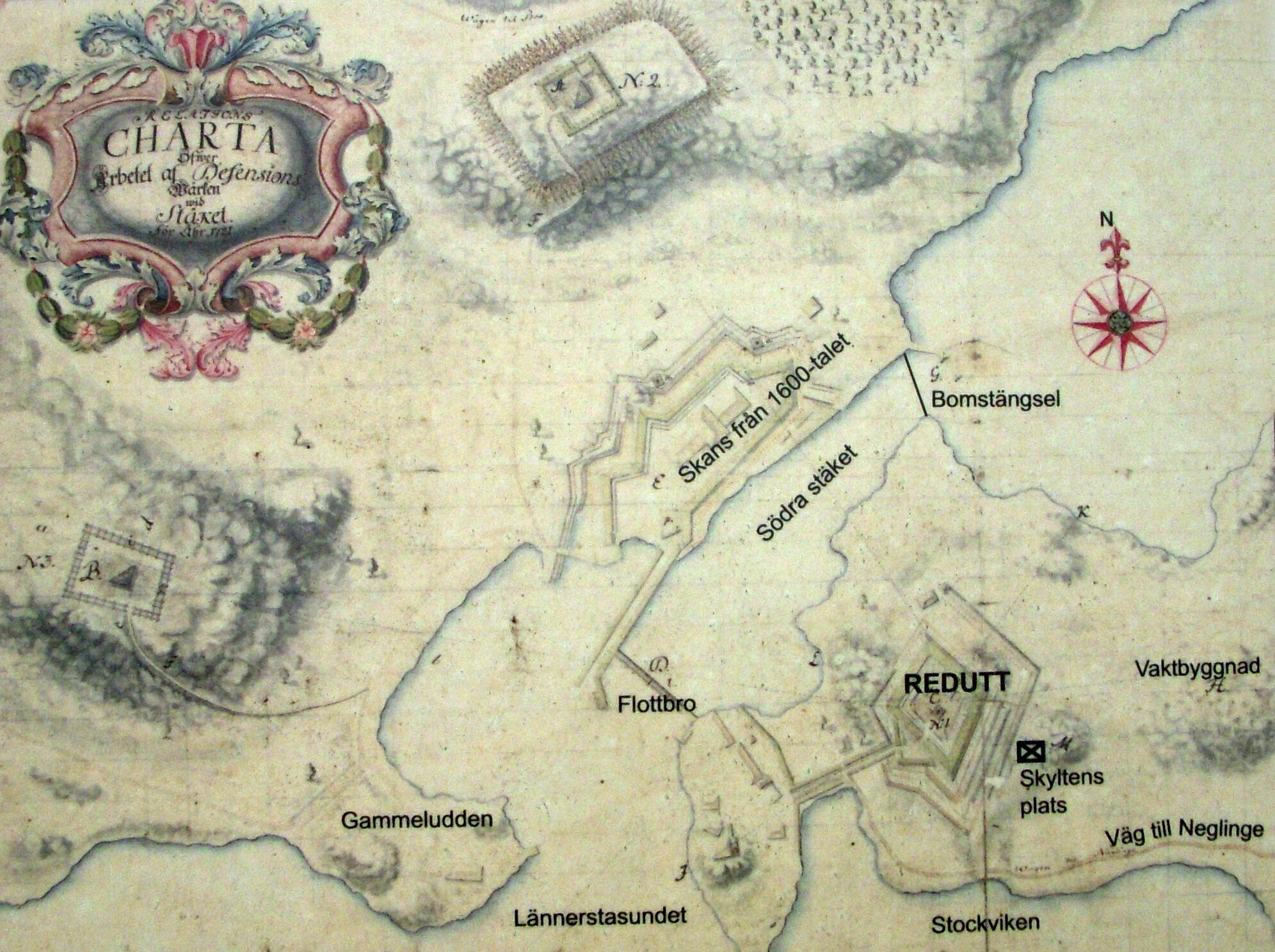
Försvarsverken från 1721 vid Baggensstäket med bland annat Stäket redutt.

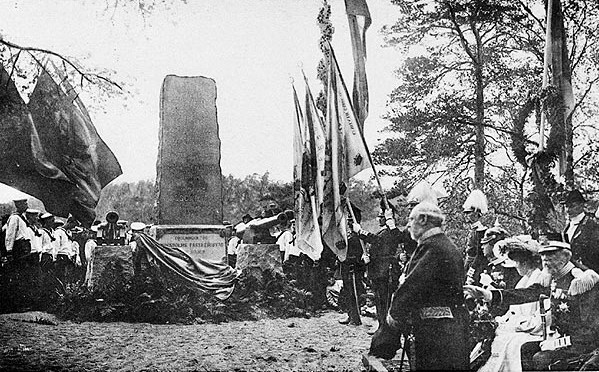
Skogsömonumentet avtäcks 1905.

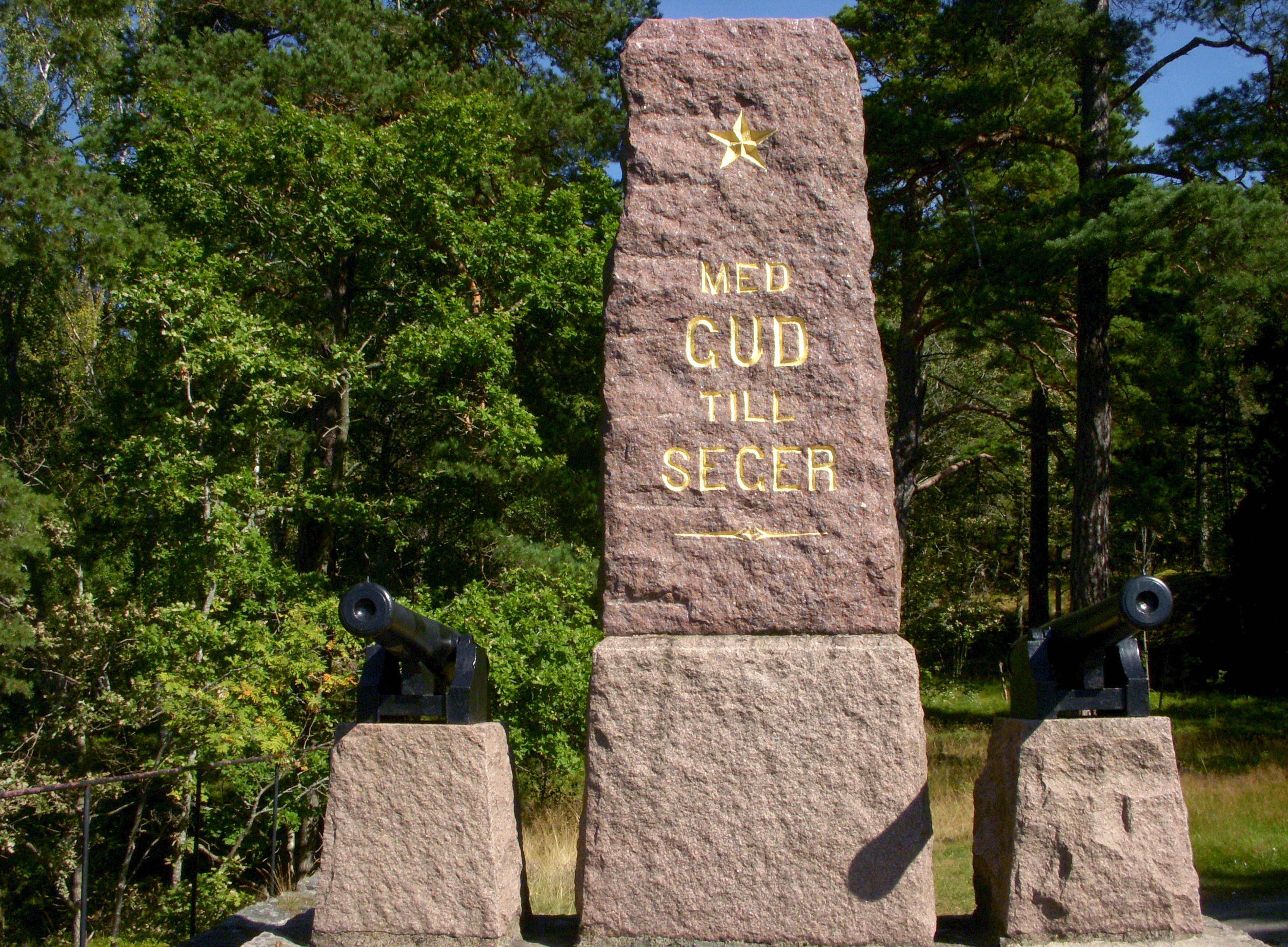
Skogsömonumentet, framsidan.

Baggensstäket hette under medeltiden Harstäket eller Hargstäket, vilket förmodligen hänger ihop med det äldsta namnet på Boo, Hargsö. Det var den sydliga farleden mellan Stockholm och Östersjön. Fram till 1200-talet gick huvudfarleden via Baggensstäket, Lännerstaviken och Järlasjön till Hammarby sjö, därefter via Lännerstaviken och Skurusundet. Baggensstäket var huvudleden in till Stockholm ända fram till medeltidens slut, då landhöjningen försvårade sjöfarten samtidigt som fartygen fick ett allt större djupgående. Sannolikt har man även försämrat farleden genom försänkningar. Uppgifter finns om att sådana försänkningar gjordes under krigsåren 1518 till 1520. Redan Gustav Vasa beordrade därför en rensning av farleden. 
Erik XIV förordnade att alla fartyg från främmande länder skulle kontrolleras i Vaxholm och i förekommande fall betala tullavgift för varor som fördes in till Stockholm. Många skeppare lämpade då över sin last på mindre båtar som fördes in via Baggensstäket, som på detta sätt blev en väl utnyttjad smuggelled. Karl IX bestämde år 1602 att en tullbom skulle inrättas också i Stäket. Bommen placerades på den plats, där Stäket är som smalast och som nu kallas Knapens hål, efter en av de första tulltillsyningsmännen, Olof Knaap. 1680 flyttades visiteringen från Baggenstäket och Vaxholm till Blockhusudden. 
Ägaren till Boo gård, arkitekten Nicodemus Tessin d.y., erbjöd sig att fördjupa Stäket till 8 fots djup mot att han fick inkassera bompeng för de passerande fartyg som inte kunde ta sig över en stock utlagd i vattnet, en bom. 1704 fick han privilegiet att göra sin upprensning. Det gjordes med stor arbetsinsats "90 fångar, öfwer 40 dahlkarlar, 12 timberkarlar, 24 hästar och åkare". I april 1705 var arbetet färdigt, även om det uppges att han inte lyckades få farleden så djup som han lovat.
Det var genom Baggensstäket pesten kom till Sverige år 1710. En båt från Pernau i Estland hade smittan ombord och när skepparen avled vid Erstavikskrogen vid södra Stäket, fick pesten fotfäste i landet.
År 1719 försökte ryssarna tränga fram med en flottstyrka till Stockholm denna väg men slogs tillbaks av svenska styrkor vid denna sista försvarslinje, se Slaget vid Stäket. Kort därefter började man "nybygga" skansen vid Stäkets krog. Följande år byggdes sedan en redutt vid Lilla Stäket och en på berget norr därom. 1721 byggdes Stäket redutt på Skogsösidan. Efter fredsslutet fick alla dessa försvarsverk förfalla, och 1742-43 måste därför provisoriska befästningar anläggas. 
Under 1800- och början av 1900-talet framställdes en rad förslag på fördjupning och breddning av farleden för att därigenom öppna en bekväm segelled söderifrån till Stockholm, men inget gick igenom, bland annat då det skulle medföra kostnader för nya befästningar. Som ett alternativ framställdes 1893 av Wallenberg om att anlägga en kanal söder om Stäket vid Moranviken en sträcka på knappt en kilometer.
År 1905 reste Föreningen för Stockholms fasta försvar en minnessten med två kanoner vid Baggensstäkets södra sida för att hedra och påminna om "Stockholms stads tappra räddare den 13 augusti 1719...", Slaget vid Stäket.
Mellan 1853 och 1947 hade Gustavsbergsbolaget skyldighet ett underhålla farleden. Bolaget uppehöll trafiken och skötte underhållet med bland annat uppbärande av en avgift för djupgående fartyg vid Knapens hål. För ändamålet byggdes en vaktstuga omkring år 1870. Där inkasserade kanalvakten avgiften med håv dygnet runt fram till 1945, då Gustavsbergsbolagets siste kanalvakt pensionerades. Lotsverket, sedermera Sjöfartsverket, övertog därefter ansvaret 1947. Hösten 1985 muddrades och breddades Knapens hål och Stäketsund och nya erosionsskydd lades upp i stället för de eroderade kajerna.

## Namnhärledning
Baggensstäket (äldsta belägg 1638) har sannolikt sitt namn från den närbelägna Baggensfjärden, vars namn i sin tur är något dunkelt men kan ha något att göra med ordet "bagge". Det har från början troligen inget att göra med 1500-talets sjöhjälte Jakob Bagge, fastän denne ägde och skrev sig till gården Boo vid Baggensstäket.